# Seoca (Omiš)
Seoca is een plaats in de gemeente Omiš in de Kroatische provincie Split-Dalmatië. De plaats telt 158 inwoners (2001).